# Sunken Condos
Sunken Condos è il quarto album in studio da solista del cantautore statunitense Donald Fagen, cofondatore degli Steely Dan. Pubblicato il 16 ottobre 2012, contiene 8 brani inediti ed una cover di Isaac Hayes Out of Ghetto. Le registrazioni dell'album sono iniziate nel 2010.

## Tracce
- Tutte le canzoni sono di Donald Fagen, eccetto Out of the Ghetto.

1. Slinky Thing – 5:12
2. I'm Not the Same Without You – 4:31
3. Memorabilia – 4:14
4. Weather in My Head – 5:29
5. The New Breed – 4:35
6. Out of the Ghetto (Isaac Hayes) – 4:54
7. Miss Marlene – 4:43
8. Good Stuff – 4:54
9. Planet D'Rhonda – 5:35

## Musicisti
- Donald Fagen – voce, Prophet 5, Wurlitzer, B3 organ, clavinet, melodica, coro
- Harlan Post (alias Donald Fagen)[1] – basso synth ("I'm Not the Same Without You", "The New Breed", "Miss Marlene", "Good Stuff")
- Michael Leonhart – tromba, flicorno, mellophone, Fender Rhodes, minimoog, clavinet, L100 organ, M100 organ, Prophet 5, Wurlitzer, mellotron, Juno 6, fisarmonica, vibrafono, percussioni, glockenspiel, coro
- Earl Cooke Jr (alias Michael Leonhart)[2] – batteria
- Jon Herington – basso acustico, chitarra, chitarra a dodici corde, chitarra ritmica
- Walt Weiskopf – sassofono contralto, sassofono tenore, clarinetto
- Charlie Pillow – sassofono tenore, clarinetto, clarinetto basso, flauto basso
- Roger Rosenberg – sassofono baritono, clarinetto bass
- Jim Pugh – trombone
- Carolyn Leonhart – coro, ad libitum
- Jamie Leonhart – coro
- Catherine Russell – coro
- Cindy Mizelle – coro
- Joe Martin – basso acustico ("Slinky Thing")
- William Galison – armonica ("I'm Not the Same Without You", "The New Breed")
- Lincoln Schleifer – basso ("Memorabilia", "Weather in My Head", "Planet D'Rhonda")
- Gary Sieger – chitarra ("Memorabilia")
- Larry Campbell – chitarra ritmica ("Weather in My Head")
- Jay Leonhart – basso acustico ("The New Breed")
- Freddie Washington – basso ("Out of the Ghetto")
- Antoine Silverman – violino ("Out of the Ghetto")
- Aaron Heicke – flauto basso ("Miss Marlene")
- Kurt Rosenwinkel – assolo chitarra ("Planet D'Rhonda")